# Damià Campeny
Damià Campeny i Estrany, también citado como Damián Campeny (Mataró, 12 de abril de 1771-San Gervasio de Cassolas, Barcelona, 7 de julio de 1855) fue un escultor español.

## Biografía
Estudió en la Escuela de la Lonja de Barcelona, donde más tarde fue profesor y director de la sección de escultura. Estuvo en el taller del escultor Salvador Gurri y posteriormente en el del escultor Nicolau Travé. Abrió su propio taller, donde realizó encargos para parroquias barcelonesas, como San Vicente y San Jaime y para la Cartuja de Montealegre el San Bruno.
En 1797 ganó una beca de la Junta de Comercio y marchó a Roma, donde conoció al escultor Antonio Canova y permaneció viviendo durante dieciocho años. Allí trabajó en el taller de restauración de obras de arte del Vaticano, realizando obras como Hércules, Farnesio y Neptuno, para la Junta de Comercio envía también toda una serie de esculturas. Vuelve a Barcelona, donde compagina su labor de profesor en la Escuela de la Lonja, junto con la realización de sus obras creativas. En ésta Escuela de la Lonja, o Real Academia de Bellas Artes de San Jorge, fue elegido académico de número el 12 de septiembre de 1850.
El rey Fernando VII le otorgó el título de escultor de cámara del rey y fue nombrado académico de San Fernando, ofreciéndosele una plaza de profesor, que no aceptó. Fue académico también de la Academia de San Luis, en Zaragoza, y de la Real Academia de San Carlos de Valencia, donde se le nombró académico de mérito (en la sección de escultura) el 9 de abril de 1820.
Inmerso en la pobreza, murió el 7 de julio de 1855 en el municipio de San Gervasio de Cassolas, situado en el Llano de Barcelona, a causa de una disentería senil. 
Es, con Antonio Solá, el escultor catalán más importante del Neoclasicismo. En Cataluña se puede encontrar obra suya en el Museo Nacional de Arte de Cataluña  (MNAC), en la Real Academia Catalana de Bellas Artes de San Jorge y en la Biblioteca Museo Víctor Balaguer de Villanueva y Geltrú, entre otros.

## Obras destacadas
- Diana y las ninfas sorprendidas en el baño por Acteón, 1798-1799. Real Academia Catalana de Bellas Artes de San Jorge. Barcelona
- Diana en el baño, 1803. Academia de San Fernando. Madrid
- Escultura Lucrecia muerta, 1804. Lonja de Barcelona, Barcelona
- Cleopatra, 1804-1810. Museo Nacional de Arte de Cataluña. Barcelona
- Centro de Mesa, c. 1805. Galería Nacional de Parma (Italia)
- Sacrificio de Calirroe, 1805-1808. Depositado por la Real Academia de Bellas Artes de San Fernando en la Real Academia Catalana de Bellas Artes de San Jorge. Barcelona
- Eros de Centocelle (copia), 1805-1808. Real Academia Catalana de Bellas Artes de San Jorge. Barcelona
- Talía, 1805-1808. Real Academia Catalana de Bellas Artes de San Jorge. Barcelona
- Vestal o Niobe, c. 1810. Real Academia Catalana de Bellas Artes de San Jorge. Barcelona
- Flora, 1825. Real Academia Catalana de Bellas Artes de San Jorge. Barcelona
- La Clemencia o la Paz, 1827. Real Academia Catalana de Bellas Artes de San Jorge. Barcelona
- La Fe Conyugal, 1810. Barcelona
- Fuente del Viejo, 1818. Barcelona
- Fuente de Neptuno, 1832. Igualada
- El centauro Nessos y Deyanira, 1836. Real Academia Catalana de Bellas Artes de San Jorge. Barcelona
- Almogávar matando a un caballero francés, 1836. Real Academia Catalana de Bellas Artes de San Jorge. Barcelona
- Aquiles arrancándose la saeta, 1837. Real Academia Catalana de Bellas Artes de San Jorge. Barcelona
- Monumento a Galceran Marquet, 1851. Barcelona

## Galería

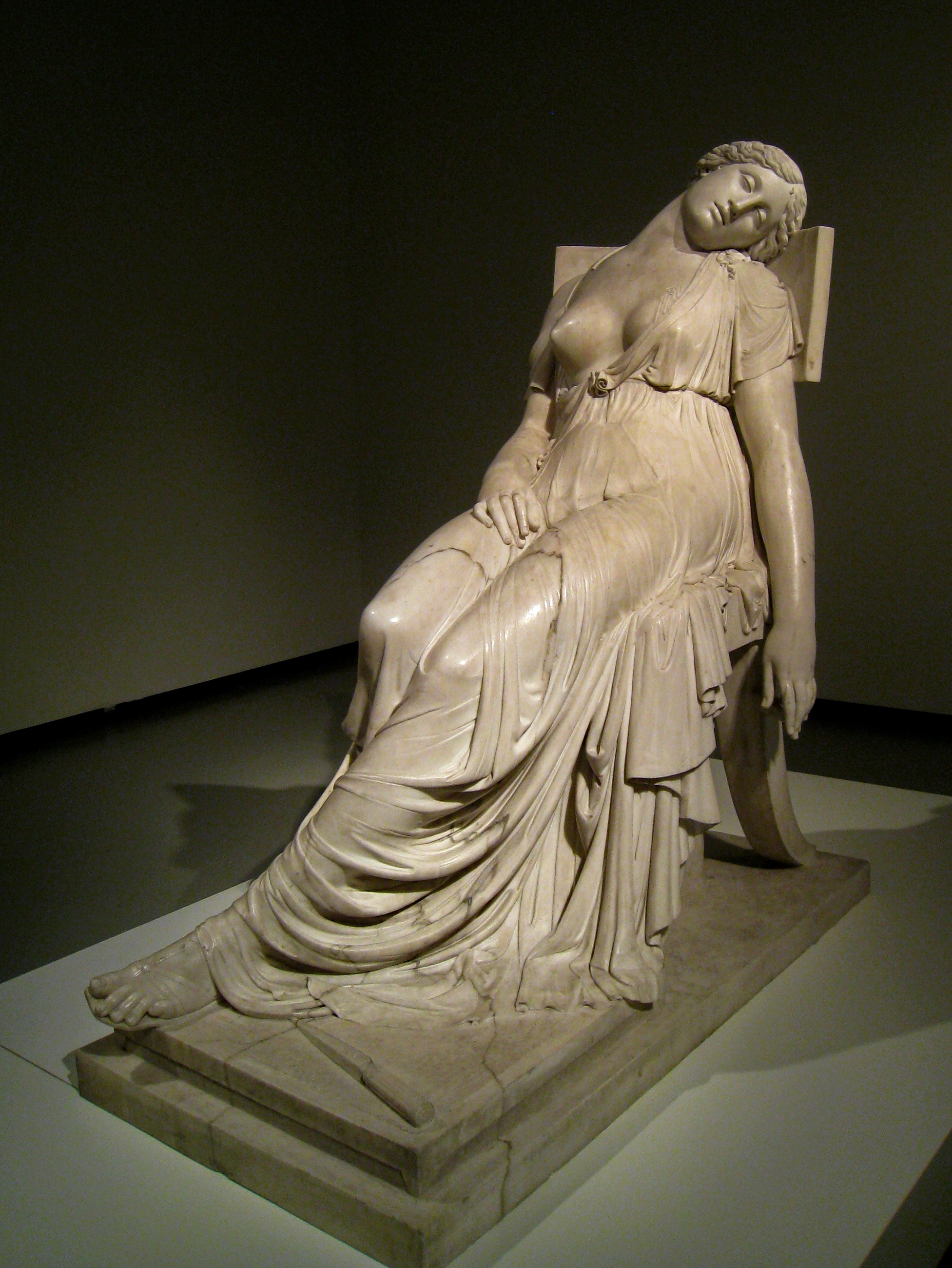
Lucrecia muerta (1804), Lonja de Mar, Barcelona
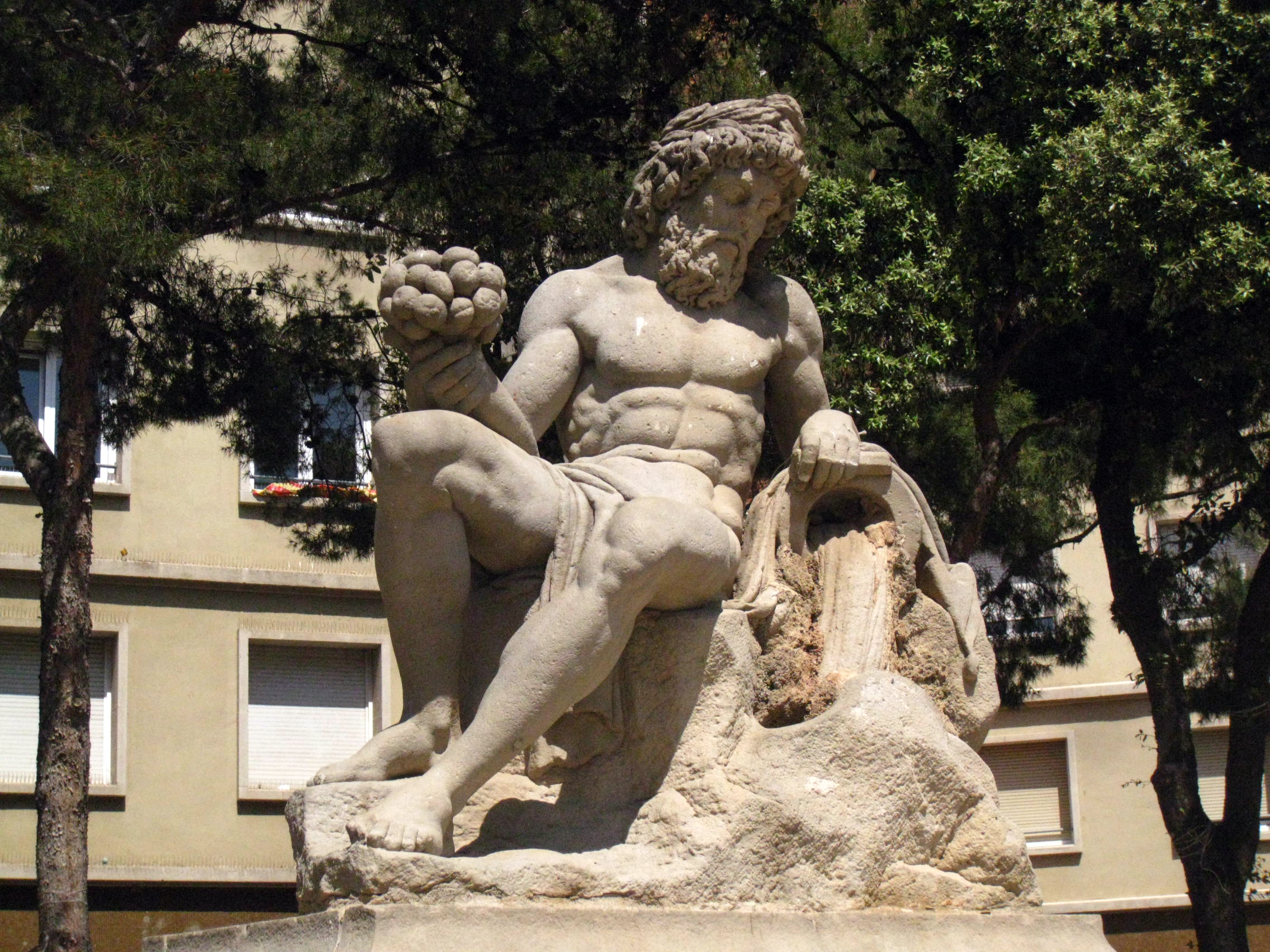
La Fuente del Viejo (1818), Pl. Sants, Barcelona
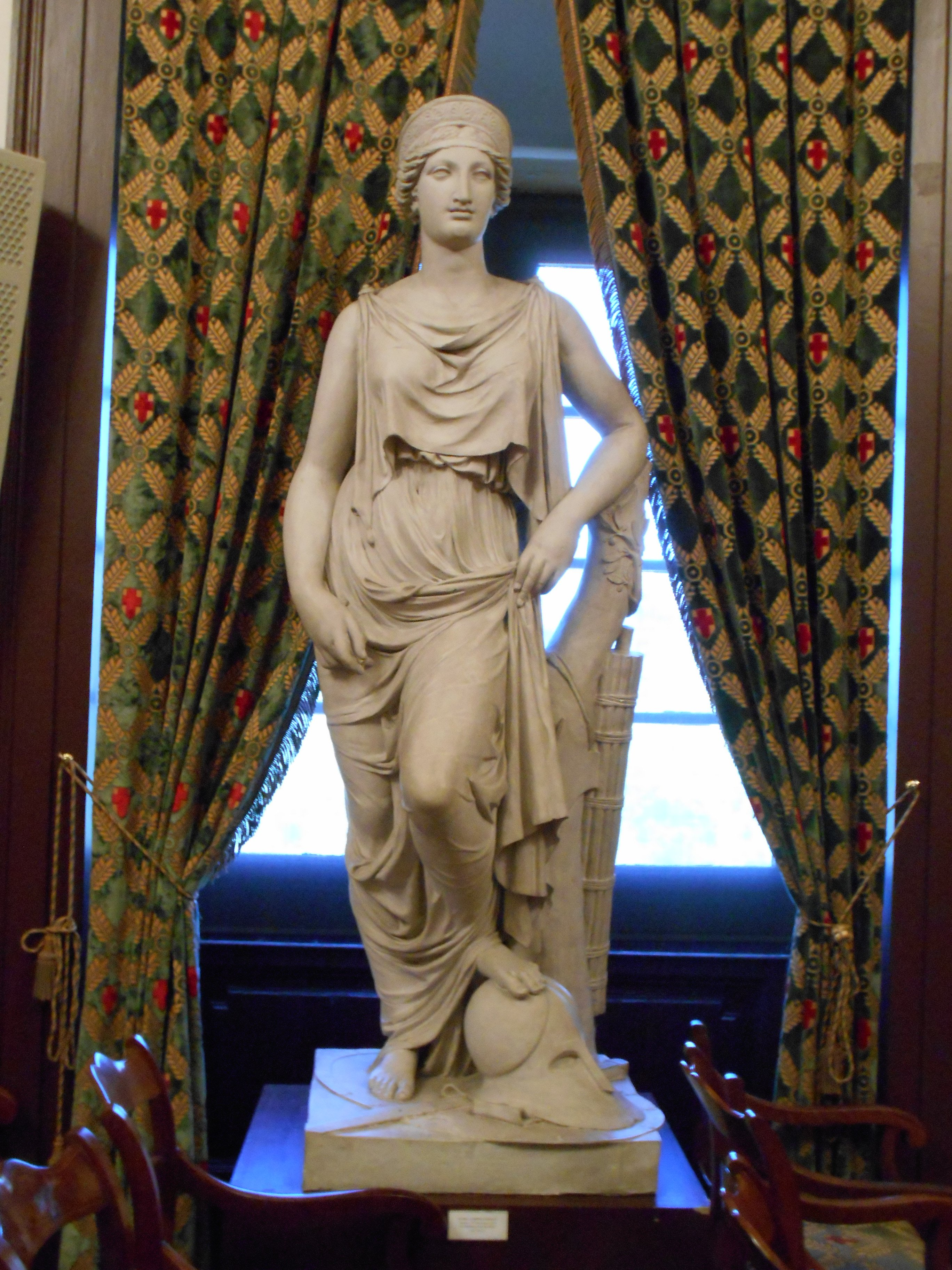
Paz (1827), Real Academia Catalana de Bellas Artes de San Jorge, Barcelona
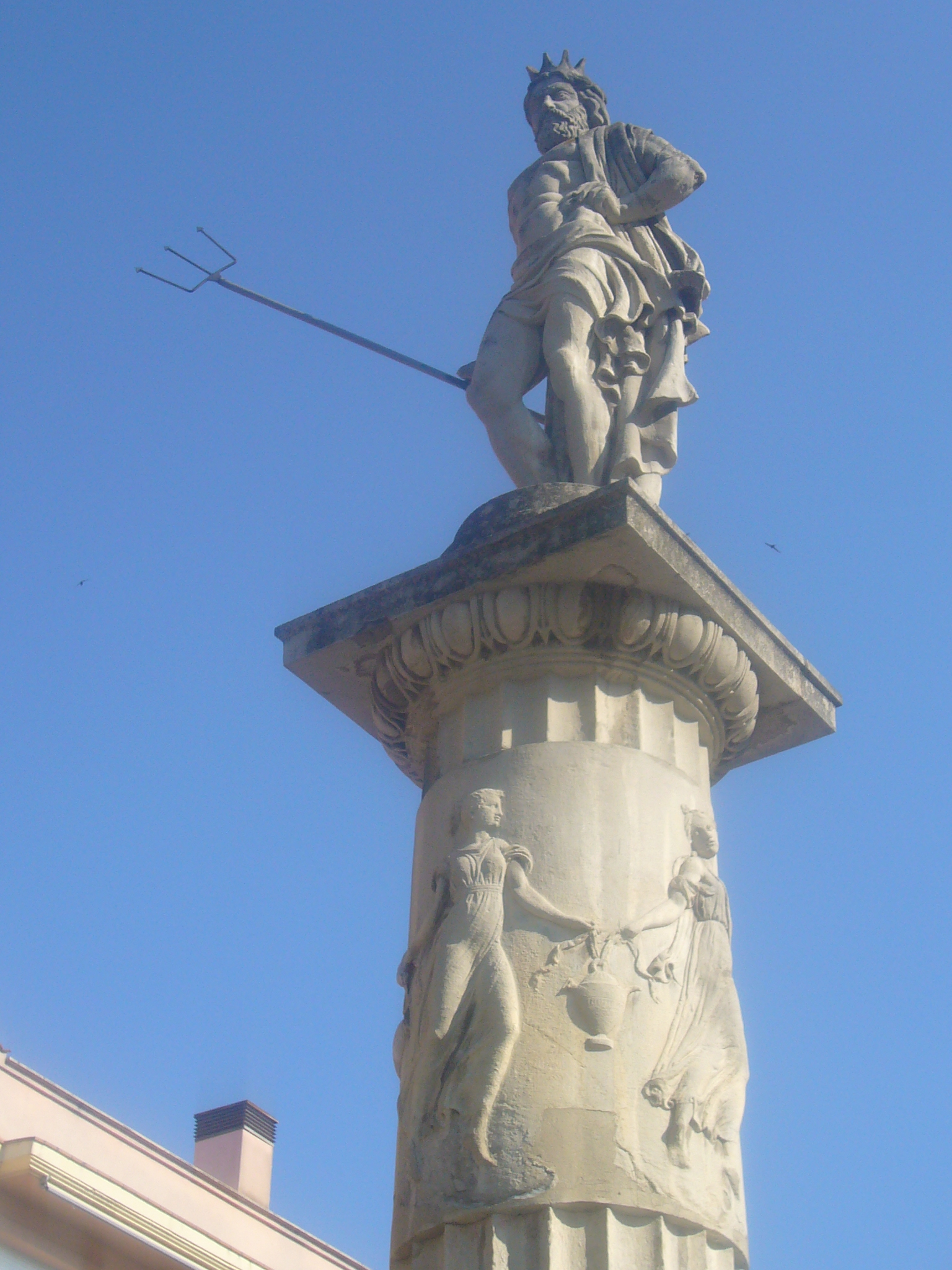
La Fuente de Neptuno (1832), Igualada
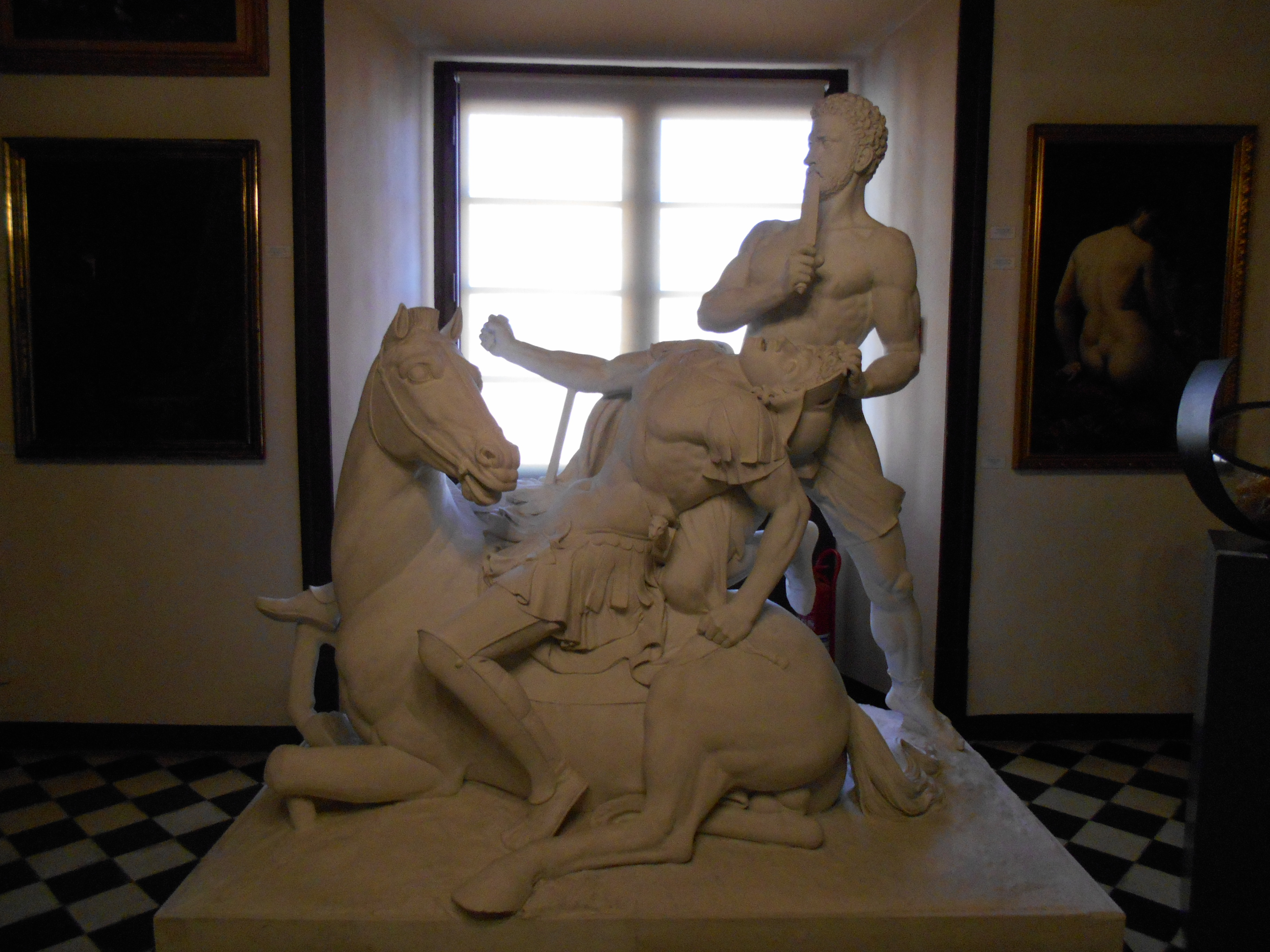
Almogávar matando un caballero francés (1836), Real Academia Catalana de Bellas Artes de San Jorge